# Yoshiaki Arata
Yoshiaki Arata (Kyoto, 22 maggio 1924 – 5 giugno 2018) è stato un fisico giapponese, pioniere nella ricerca della fusione fredda, già professore all'università di Osaka. Ha ricevuto il Bunka kunshō (Ordine al merito della cultura) nel 2006.

## Esperimenti di Yoshiaki Arata

### 1998, Fusione fredda dalla cella ad altissima pressioneDS Cell
Yoshiaki Arata e Zhang, nel 1998, hanno confermato, dopo un lavoro durato diversi anni, proveniente dalla cella immersa in acqua pesante (deuterio) (D2O), un notevole eccesso di energia superiore agli 80 watt (1,8 volte maggiore dell'energia utilizzata per sostenere tale reazione) per 12 giorni. I due ricercatori hanno poi affermato che l'energia emessa durante tali esperimenti era troppo grande, in comparazione alla piccola massa dei materiali utilizzati dentro la cella, da giustificare come conseguenza di una eventuale reazione di tipo chimico. La cella ideata da Arata, diversamente ad altre utilizzate nella fusione fredda Palladio-Deuterio, è molto particolare in quanto opera con elevatissime pressioni.
Successivamente, nel 2006, alcuni ricercatori italiani dell'ENEA di Frascati, hanno ripetuto una parte dell'esperimento di Arata, confermando la presenza di un forte aumento di pressione all'interno di un tubo, immerso in una particolare soluzione liquida, tramite il passaggio di una corrente faradica.

### 2008, La cella a gas di deuterio
Successivamente Arata osservava che una notevole quantità di energia utilizzata per attivare la reazione veniva dissipata dall'elettrolita sotto forma di semplice riscaldamento. Perciò ha sviluppato successivamente una particolare cella senza elettrolita e senza alimentazione elettrica la quale, anche se apparentemente molto differente dalle precedenti celle, in pratica non se ne discosta molto dal principio base di funzionamento.
Arata ha comunicato nel maggio 2008 alla comunità scientifica internazionale di aver terminato di perfezionare un protocollo, di produzione di energia da fusione fredda, potenzialmente capace di produrre quantità rilevanti di energia. Tale protocollo utilizza un originale sistema composto da particolari nano-particelle di palladio disperse in una matrice di zirconio. Con complesse procedure di metallurgia viene ossidato lo zirconio, ma non il palladio, in modo che quest'ultimo sia disperso all'interno di una matrice amorfa di ossido di zirconio che se da un lato risulta permeabile al deuterio, dall'altro impedisce alle nanoparticelle di palladio di raggrupparsi. L'esperimento di Arata inizia saturando l'atmosfera della cella con deuterio il quale attraversa velocemente la matrice di zirconio venendo quindi assorbito dalle nanoparticelle di palladio, caricandole e quindi portandole alle condizioni critiche per le quali si innescano probabili fenomeni di fusione nucleare.
Secondo Arata, una volta avviato il processo di fusione, il sistema così realizzato è capace di azionare un motore termico, senza nessun altro apporto di energia.

### 22 maggio 2008, dimostrazione presso l'università di Osaka
Il primo esperimento pubblico in cui erano presenti circa 60 persone, tra scienziati e giornalisti, aveva come fine quello di dimostrare la riproducibilità del 100% dei fenomeni di produzione di calore da parte della cella a gas di deuterio in pressione, sviluppata da Arata e dal suo collaboratore Yue-Chang.
L'evento ha avuto luogo il 22 maggio 2008 all'Università di Osaka, con una dimostrazione completamente in lingua giapponese. La cella è stata caricata con 7 grammi di speciali nanoparticelle, messa sotto pressione con deuterio a 50 atmosfere, iniziando immediatamente a produrre energia termica, senza nessun tipo di alimentazione elettrica. L'energia termica prodotta, nell'ordine di qualche decina di watt, era sufficiente a mettere in moto un motore termico a ciclo di Stirling. Al termine dell'esperimento i presenti hanno voluto nominare tale fenomeno con il nome di Arata Phenomena.
L'esperimento avvenuto il 22 maggio 2008, nell'Università di Osaka, è stato eseguito con questo protocollo:
In un apposito contenitore a pressione, posto all'interno di un calorimetro e collegato, per mezzo di una tubazione, ad uno spettrometro di massa ad altissima risoluzione (Necessario per dimostrare la presenza di 4He (Elio 4), come eventuale residuo della reazione di fusione), sono stati inseriti 7 grammi di nano-particelle di Palladio disperse in una matrice di Ossido di Zirconio appositamente preparate dal laboratorio di Arata. Nella prima fase del test, in tale recipiente, è stato inserito idrogeno a 50 atmosfere, generando così un breve picco termico dovuto alla idratazione delle stesse, seguito poi da un lento raffreddamento, dimostrando così che in tale situazione non vi è ne emissione di calore, ne presenza di 4He. Il recipiente è stato poi svuotato, degasato e nuovamente riempito, ma questa volta con deuterio a 50 atmosfere. A questo punto vi è stato di nuovo il picco termico dovuto alla idratazione (il deuterio, essendo un isotopo dell'idrogeno, si comporta chimicamente allo stesso modo), ma questa volta il calore, non è andato via via scemando, ma è continuato in modo costante, tanto da permettere il funzionamento di un motore termico a ciclo di Stirling.
Il funzionamento è proseguito per diverso tempo, in modo da poter accumulare nel sistema una sufficiente quantità di elio, successivamente è stata fatta una nuova misura del gas presente nel contenitore e questa volta, lo spettrometro di massa, ha rilevato nettamente la presenza di elio mescolato con deuterio, segno evidente che il calore prodotto era dovuto ad una reazione termonucleare. Durante la reazione, gli appositi rilevatori di radiazioni, non hanno rilevato nessuna emissione radioattiva.
Arata, ha fatto notare, durante la conferenza che aveva preceduto l'esperimento, che tale esperimento prova in modo assolutamente evidente la capacità di produzione di discrete quantità di calore attraverso una reazione di fusione fredda, ma che comunque rimangono ancora aperti numerosi problemi per lo sfruttamento commerciale di tale tecnologia. I problemi più importanti da superare sono quelli legati al degasaggio dell'elio che si è formato all'interno delle nano-particelle, in quanto il suo accumulo in un certo qual modo avvelena la reazione, ed alla necessità di ricercare un materiale meno costoso e più abbondante del palladio utilizzato per l'esperimento.